# Lamellocolea granditexta
Lamellocolea granditexta är en bladmossart som först beskrevs av Franz Stephani, och fick sitt nu gällande namn av J.J.Engel. Lamellocolea granditexta ingår i släktet Lamellocolea och familjen Lophocoleaceae. Inga underarter finns listade i Catalogue of Life.